# Eva María Pedraza López
Eva Maria Pedraza López (Cordova, 23 marzo 1971) è una modella spagnola, eletta Miss Spagna nel 1988.

## Biografia
Eletta presso il Casinò de la Manga del Mar Menor di Murcia, Eva Pedraza, proveniente da Cordova, dopo il titolo di Miss Spagna intraprese la carriera di attrice (Loca academia de peluquería e Arrayán) e personaggio televisivo (El precio justo e El peor programa de la semana), lavorando anche come modella internazionale. In seguito ha partecipato anche a Miss Universo e Miss Mondo 1989, ottenendo anche la seconda posizione in quest'ultimo concorso. Nel 2008 è stata protagonista del serial spagnolo Rocío, casi madre e nel 2010 di Tierra de lobos.